# Pino Arlacchi
Pino Arlacchi (ur. 21 lutego 1951 w Gioia Tauro) – włoski polityk, parlamentarzysta, wykładowca akademicki, były zastępca sekretarza generalnego ONZ, eurodeputowany VII kadencji.

## Życiorys
Z wykształcenia socjolog, zawodowo związany z licznymi uczelniami krajowymi. Był profesorem nadzwyczajnym na Uniwersytecie w Kalabrii, obejmował też stanowiska profesora na uczelniach we Florencji i w Sassari. W latach 80. był także profesorem wizytującym na Uniwersytecie Columbia w Nowym Jorku. W pracy naukowej poświęcił się badaniom na temat działalności mafii. Opublikował na ten temat liczne eseje i pozycje książkowe. Kierował międzynarodowymi badaniami dotyczącymi przestępczości zorganizowanej.
W latach 80. był doradcą ministra spraw wewnętrznych i jednym z organizatorów Direzione Investigativa Antimafia, specjalnej agencji do walki z różnymi formami przestępczości mafijnej. W 1992 został honorowym prezesem Fundacji Giovanniego Falcone, sędziego śledczego, zabitego w zamachu bombowym.
W latach 1994–1996 sprawował mandat posła do Izby Deputowanych XII kadencji z listy postkomunistycznej Demokratycznej Partii Lewicy, następnie przez rok zasiadał we włoskim Senacie XIII kadencji. Pełnił m.in. funkcję wiceprzewodniczącego parlamentarnej Komisji Antymafijnej.
W 1997 został mianowany zastępcą sekretarza generalnego Organizacji Narodów Zjednoczonych. Objął stanowisko dyrektora generalnego biura NZ w Wiedniu i dyrektora wykonawczego Biura Kontroli Narkotyków i Zapobiegania Przestępczości. Urząd ten sprawował do 2002.
W 2008 wszedł w skład władz krajowych partii Włochy Wartości. W wyborach w 2009 z ramienia IdV uzyskał mandat posła do Parlamentu Europejskiego VII kadencji. Został członkiem grupy Porozumienia Liberałów i Demokratów na rzecz Europy oraz Komisji Spraw Zagranicznych. W 2010 opuścił Włochy Wartości, przeszedł do frakcji socjalistycznej.

## Wybrane publikacje
- Territorio e Società. Calabria 1750–1950, Lerici, Rzym 1978
- Mafia, contadini e latifondo nella Calabria tradizionale. Le strutture elementari del sottosviluppo, Il Mulino, Bolonia 1980
- La mafia imprenditrice. L'etica mafiosa e lo spirito del capitalismo, Il Mulino, Bolonia 1983
- Droga e grande criminalità in Italia e nel mondo, Sciascia, Rzym 1988
- Imprenditorialità illecita e droga. Il mercato dell'eroina a Verona (współautor), Il Mulino, Bolonia 1990
- Gli uomini del disonore. La mafia siciliana nella vita di un grande pentito Antonino Calderone, Mondadori, Mediolan 1992
- Addio Cosa Nostra. La vita di Tommaso Buscetta, Rizzoli, Mediolan 1994
- Il processo. Giulio Andreotti sotto accusa a Palermo, Rizzoli, Mediolan 1995
- Schiavi. Il nuovo traffico di esseri umani, Rizzoli, Mediolan 1999
- Perchè non c'è la Mafia in Sardegna. Le radici di una anarchia ordinata, AM&D Edizioni, Cagliari 2007
- L'inganno e la paura. Il mito del grande caos, Il Saggiatore, Mediolan 2009